# Xanthoparmelia amplexuloides
Xanthoparmelia amplexuloides är en lavart som beskrevs av Hale. Xanthoparmelia amplexuloides ingår i släktet Xanthoparmelia och familjen Parmeliaceae.   Inga underarter finns listade i Catalogue of Life.